# Lithiumcarbonaat
Lithiumcarbonaat (Li2CO3) is een lithiumzout van diwaterstofcarbonaat. De belangrijkste toepassing is bij de productie van lithium-ion-batterijen. Tevens wordt het gebruikt als middel bij een bipolaire stoornis.

## Chemie

### Vindplaatsen en synthese
Lithiumcarbonaat komt in de natuur voor als het zeldzame mineraal zabuyeliet. In de verbrandingsresten van planten (onder andere van tabak) komt lithiumcarbonaat voor.
Lithiumcarbonaat kan bereid worden door een lithiumaluminiumsilicaat, zoals spodumeen, eerst te verhitten met kaliumsulfaat (K2SO4), waarbij onder meer lithiumsulfaat (Li2SO4) ontstaat. Door reactie van dit lithiumsulfaat met natriumcarbonaat (Na2CO3) ontstaat onder meer lithiumcarbonaat.
Een andere methode is de reactie van een goed in water oplosbaar lithiumzout (zoals lithiumchloride) met natriumcarbonaat:
{\displaystyle {\ce {2Li+ + Na2CO3 -> Li2CO3 + 2Na+}}}

### Eigenschappen
Lithiumcarbonaat is een wit poeder, waarvan de oplosbaarheid in water afneemt met stijgende temperatuur.
Bij verhitten van lithiumcarbonaat ontstaan lithiumoxide en koolstofdioxide:
{\displaystyle {\ce {Li2CO3 -> Li2O + CO2}}}
Bij verhitting van dilithiumcarbonaat met een overmaat koolstof, ontstaat lithiumcarbide:
{\displaystyle {\ce {Li2CO3 + 4C -> Li2C2 + 3CO}}}
Deze reactie leidt niet - in tegenstelling tot andere alkalimetaalcarbonaten - tot reductie tot het metallisch element.

## Toepassing als geneesmiddel
Dilithiumcarbonaat  is een oud en zeer effectief geneesmiddel voor behandeling van de bipolaire stoornis (vroeger de manisch-depressieve psychose). Het is eveneens geregistreerd om profylactisch toe te passen. Dilithiumcarbonaat is echter een middel dat met grote voorzichtigheid en nauwkeurigheid moet worden toegepast.
Lithiumcarbonaat maakt gezonde proefpersonen niet vrolijker en werkt nauwelijks kalmerend. Het middel heeft een specifiek effect op de verschijnselen van de bipolaire stoornis: het gaat de verschijnselen van manie tegen en stabiliseert de stemming tussen de fasen, waardoor deze minder voorkomen en minder heftig verlopen. Het werkingsmechanisme is niet bekend; lithiumionen beïnvloeden veel mechanismen in de zenuwcel, waaronder de natrium-kaliumpomp langs de membranen, en werken in op de transmitters dopamine en noradrenaline (niet op serotonine) en op de verdere verwerking van de prikkel in de cel (de zogenaamde second messenger). Onbekend is of een van deze of nog een ander mechanisme het stemmingstabiliserende effect verklaart.

## Overige toepassingen
Lithiumcarbonaat wordt gebruikt bij de productie van aluminium, glas en keramiek, om de helderheid en witheid te verbeteren. Ook wordt het als toevoeging bij cement gebruikt, zodat het sneller uithardt.
Het wordt in toenemende mate gebruikt voor de productie van oplaadbare batterijen, met name lithium-ion-accus of batterijen. In de praktijk worden twee componenten van de batterij, de kathode en de elektrolyt, gemaakt met lithiumverbindingen.